# Rontignon
 Rontignon  es una población y comuna francesa, en la región de Aquitania, departamento de Pirineos Atlánticos, en el distrito de Pau y cantón de Pau-Ouest.

## Demografía
| 309 | 377 | 415 | 558 | 627 | 685 |
| Para los censos de 1962 a 1999 la población legal corresponde a la población sin duplicidades (Fuente: INSEE [Consultar]) |     |     |     |     |     |